# Railroad (Pennsylvanie)
Railroad est un borough situé au sud du comté de York, en Pennsylvanie, aux États-Unis,. En 2010, il comptait une population de 278 habitants, estimée au 1er juillet 2020 à 301 habitants. Le borough est fondé en 1792 et incorporé le 31 août 1871.

## Démographie
Lors du recensement de 2010, le borough comptait une population de 278 habitants. Elle est estimée, en 2020, à 301 habitants.